# Božena Česká
Božena Česká/Přemyslovna zvaná také Beatrix ( 1229/30– 27. května 1290, Vratislav) byla dcera českého krále Václava I. a jeho manželky Kunhuty Štaufské, manželka Oty III. a braniborská markraběnka.

## Život
Roku 1243 se česká princezna vdala za braniborského markraběte Otu III., Braniborsku tak připadlo Budyšínsko. Z tohoto manželství se narodilo zřejmě šest dětí, čtyři synové a dvě dcery. Od doby svého sňatku se Ota stal věrným příznivcem a spojencem svého švagra Přemysla, který se v roce 1253 stal králem. Ota III. zemřel roku 1267 a manželka Božena jej přežila o více než 15 let.
Spojencem Přemysla II. byl ostatně i syn Oty a Boženy, Ota V. Dlouhý. Ten sice nechvalně proslul svým spravováním českého království poté, co jeho strýc v roce 1278 zemřel v bitvě na Moravském poli, a vězněním malého Václava II., do určité míry to ovšem bylo tendenční líčení Zbraslavské kroniky. Václav se možná v Německu setkal i se svou tetou Boženou, která v té době zřejmě ještě žila.